# 龙池桥街道
龙池桥街道是中华人民共和国湖北省黄冈市麻城市下辖的一个街道办事处。

## 行政区划
龙池桥街道下辖以下村级行政区划单位：
陵园社区、城西社区、西畈社区、龙池桥社区、松鹤村、宋家河村、沙河村、黄狮岗村、七里桥村、红石堰村、檀树冲村、白塔河村、市师范社区、市一中社区、麻城华英学校社区、麻城博达学校社区、果园场和麻城市种畜场。